# Edward Gailliard
Edouard Louis (Edward) Gailliard (Brugge, 4 juli 1841 - aldaar, 9 juli 1922) was een Belgisch boekhandelaar-uitgever, archivaris, historicus en taalkundige.

## Levensloop
Gailliard was samen met Hugo Verriest een leerling van Guido Gezelle. Toen zijn vader Jan-Jacob Gailliard door ziekte gekweld zijn drukkers- en boekbindersbedrijf in Brugge niet meer kon verderzetten, nam Edward Gaillaird het in 1861 over. Zijn wens om verder te studeren moest hij daardoor opbergen. Gailliard verzorgde onder meer het drukwerk van La Flandre en De Halletoren. Ook de historische belangstelling van zijn vader zou hij navolgen. Toen hij op zoek ging naar meer financiële zekerheid, begon hij daarom in december 1884 aan een carrière in het Rijksarchief. Hij trad hiermee in het spoor van zijn 'kozijn' (neef) Arthur Gaillard. Van 1884 tot 1896 was hij hulparchivaris in het Rijksarchief te Brugge, waar hij zich vooral bezighield met het beschrijven van charters. Toen het nieuwe Rijksarchief te Antwerpen eindelijk klaarkwam, werd hij er conservator vanaf 19 mei 1896, wat hij zou blijven tot aan zijn pensionering in 1905.
In 1873 was Gailliard bestuurslid van het Oudheidkundig Genootschap van Brugge geworden. Van 8 juli 1886 - dus vanaf de oprichting - tot aan zijn overlijden was de archivaris werkend lid van de Koninklijke Vlaamse Academie voor Taal- en Letterkunde. Hierbinnen was hij secretaris van de Bestendige Commissie van Middelnederlandsche Letterkunde. In 1896 vervulde hij de voorzitterstaken van de Academie, van 1904 tot 1922 was hij vast secretaris. Zijn interesse uitte zich dan ook in zijn verschillende publicaties.

## Publicaties
- Hij verzorgde in 1879 en 1882 twee bijkomende delen op de zevendelige Inventaire des Archives de la Ville de Bruges, Première section: Inventaire des chartes. Première série: treizième au seizième siècle van Louis Gilliodts-Van Severen, met verschillende indices en vooral een Glossaire flamand.
- In de schoot van de Academie gaf hij later ook nog De Keure van Hazebroek van 1336, met aanteekeningen en glossarium (vijf delen, Gent, 1894-1905) uit.
- Dit is de Istory van Trojen van Jacob van Maerlant, 1889-1890 (co-auteurschap met Napoleon De Pauw)